# Bundesstraße 233
Pour les articles homonymes, voir Route 233.
La Bundesstrasse 233 est une Bundesstraße du Land de Rhénanie-du-Nord-Westphalie.

## Itinéraire
La B 233 commence au nord de Werne sur la B 54. Elle fait partie de l'anneau du centre-ville (Hansaring).
Dans le quartier de Rünthe à Bergkamen, la B 233 traverse la Lippe. Au sud de Rünthe, il forme la frontière entre Bergkamen-Mitte et Bergkamen-Overberge. La B 233 est la route la plus importante de Bergamen après les autoroutes 1 et 2.
À Kamen, la B 233 passe par Münsterstraße et sur le ring extérieur de Kamen, puis vers le sud, elle est similaire à une autoroute, mais n'est pas considérée comme une voie rapide, jusqu'à la sortie de l'autoroute Kamen-Zentrum (A 1).
La B 233 reprend à la jonction Unna-Ost. Elle est similaire à une autoroute et est une voie rapide. Elle traverse en partie la zone urbaine de Fröndenberg. Elle se termine à la jonction Unna-Süd et mène vers Iserlohn. La B 233 traverse Strickherdicke et Langschede à l'est de Fröndenberg.
À Iserlohn, elle traverse les quartiers de Drüpplingsen, Hennen, Kalthof et Iserlohner Heide. La B 233 se termine à la jonction Iserlohn-Seilersee sur l'A 46 au nord du centre-ville d'Iserlohn.

## Histoire
Le B 233 traverse à l'origine le centre d'Unna, mais est déclassé en Landesstraßen (L 678 et L 679) en raison de l'A1 à proximité entre la sortie Kamen-Zentrum de l'A 1 et Unna-Süd sur l'A 443. À Iserlohn, la B 233 se terminait au centre-ville sur la B 7. Après le nivellement, la section de la B 233 entre Iserlohnerheide et le centre-ville est nivelée et la route vers l'A 46 (Seilersee) est déplacée.
En 2006, le B 233 reçoit la partie sud de l'ancien A 443, de sorte qu'il est maintenant directement connecté à l'A 44.

## Source
- (de) Cet article est partiellement ou en totalité issu de l’article de Wikipédia en allemand intitulé « Bundesstraße 233 » (voir la liste des auteurs).

1. ↑  (de) « Die Bundes- und Reichsstraßen in Deutschland - Nr. 166 bis 327 » [archive du 18 février 2009], sur home.arcor.de (consulté le 16 juillet 2025)